# Bear Butte
Koordinaten: 44° 28′ 33″ N, 103° 25′ 37″ W

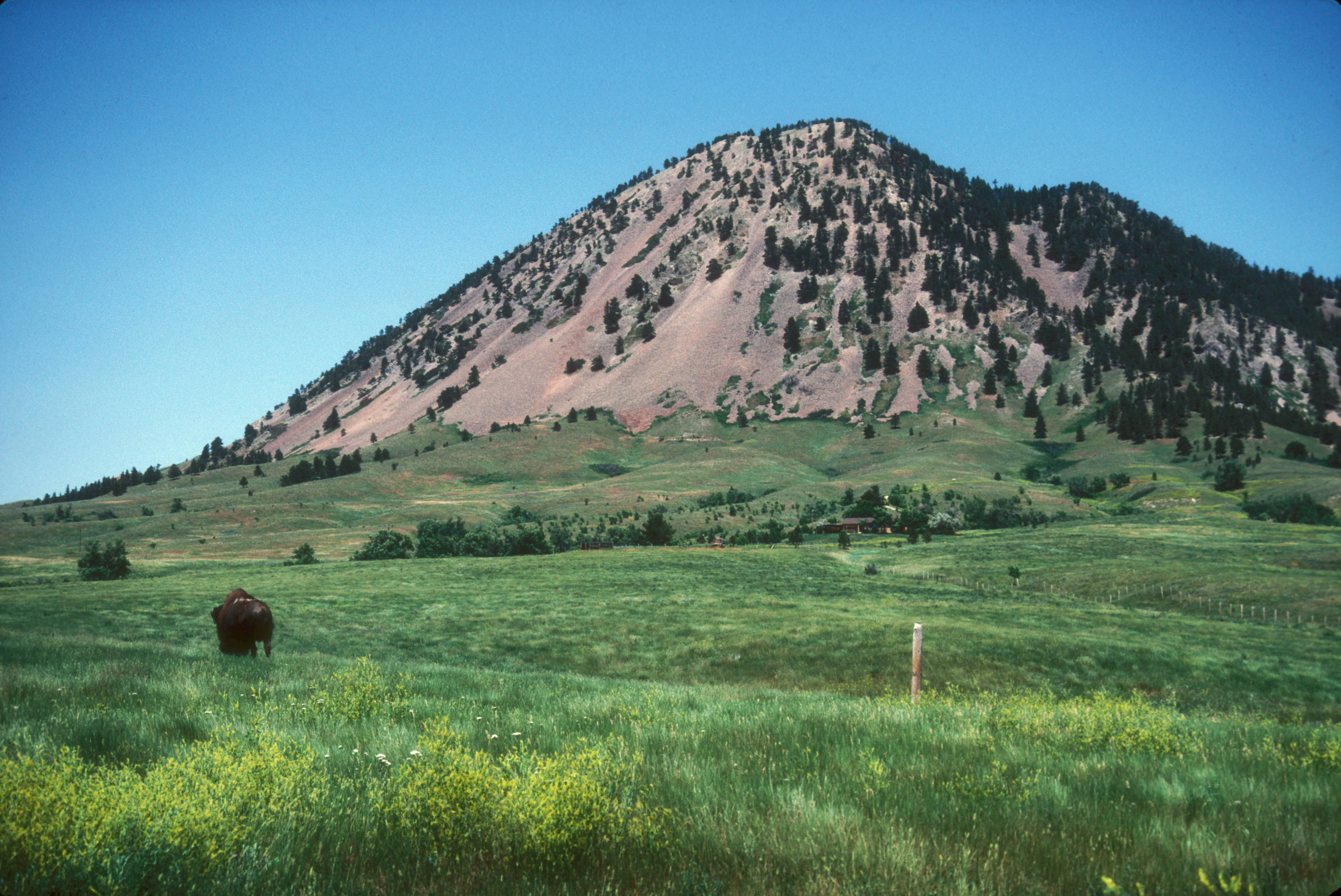
Mathó Pahá in South Dakota

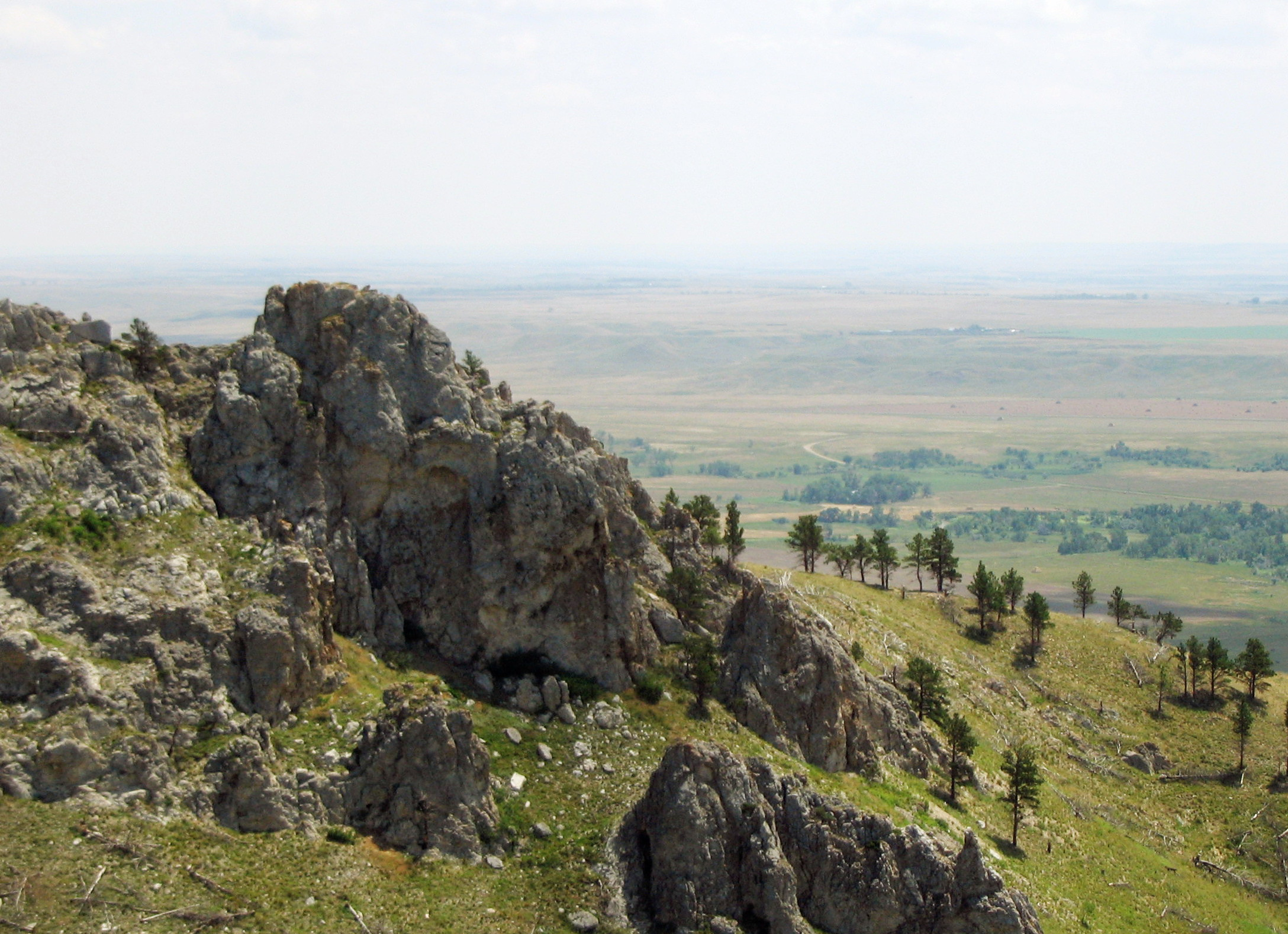
Mathó Pahá Blick auf die Ebene

Bear Butte Lakota Mathó Pahá ist ein den Cheyenne- und Sioux-Indianern heiliger Berg in South Dakota, nördlich der Black Hills. Er befindet sich nordöstlich von Sturgis in Meade County und ist seit 1961 ein State Park. Noch heute pilgern Ureinwohner aus den umliegenden Reservaten auf den Berg um Opfer an seinen Flanken und seinem Gipfel zu hinterlegen. Auf dem Berg finden ganzjährig verschiedene religiöse Zeremonien statt. Das führt zu Spannungen mit weißen Geschäftsleuten aus Sturgis, die den Berg gerne dem Tourismus öffnen möchten. Selbst das oberste Gericht der Vereinigten Staaten musste sich mit dem Thema beschäftigen im Fall Fools Crow v. Gullett. Bekannte Häuptlinge der Sioux wie Red Cloud, Crazy Horse und Sitting Bull besuchten den heiligen Berg regelmäßig. Auch fanden an dem Berg wichtige Treffen der Stämme und ihrer Häuptlinge statt. Ursprünglich wurde der Berg  im Vertrag von Fort Laramie 1868 den Sioux-Indianern für alle Ewigkeit zugesprochen. Nach dem Fund von Gold wurde das Gebiet 1877 von den Vereinigten Staaten vertragswidrig annektiert. Bis heute fordern die Oglala-Sioux seine Rückgabe. Seit einigen Jahren grasen wieder Bison-Herden am Fuß des Berges.